# Rust (filme)
Rust é um filme de faroeste estadunidense escrito e dirigido por Joel Souza. É baseado na história de Souza e Alec Baldwin, que estrela ao lado de Travis Fimmel, Brady Noon, Frances Fisher e Jensen Ackles. Em outubro de 2021, a produção foi suspensa depois que Baldwin disparou acidentalmente uma arma cenográfica, ferindo Souza e matando a cineasta Halyna Hutchins.

## Premissa
Harland Rust é um fora da lei com uma recompensa em sua cabeça. Quando seu neto de treze anos, Lucas, é condenado por assassinato acidental e condenado à forca, Rust viaja para o Kansas para libertá-lo da prisão. Juntos, os dois fugitivos devem superar o lendário Marechal Wood Helm dos Estados Unidos e o caçador de recompensas Fenton "Pregador" Lang.

## Elenco
- Alec Baldwin como Harland Rust
- Travis Fimmel como Fenton "Preacher" Lang
- Brady Noon como Lucas
- Frances Fisher como Tia avó de Lucas
- Jensen Ackles como U.S. Marshal Wood Helm

## Produção
Em 29 de maio de 2020, foi anunciado que Alec Baldwin produziria e estrelaria Rust, um filme de faroeste baseado em uma história que ele criou com o escritor e diretor Joel Souza. Em junho de 2020, Baldwin disse ao The Hollywood Reporter que estava entusiasmado por trabalhar com Souza depois de perder a oportunidade de estrelar Crown Vic (2019). Ele também comparou o roteiro a Unforgiven (1992) e disse que Rust foi inspirado por uma história verdadeira. Quando questionado sobre suas habilidades de empunhadura e equitação, ele disse: "Eles estão sempre prontos. Eu sou um ator da velha escola. Então, se você ler meu currículo — minhas [habilidades de] pilotagem de motocicleta, meu francês, malabarismo, meu andar a cavalo, meu uso de armas — está sempre ao alcance de meus dedos."
Travis Fimmel, Brady Noon e Frances Fisher foram escalados para o elenco em setembro, e Jensen Ackles se juntou em outubro. Em 10 de outubro, foi confirmado que as filmagens aconteceriam no Novo México. Em um comunicado, a diretora do Santa Fe Film Office, Jennifer LaBar-Tapia, disse: "Rust está aqui há algumas semanas. Eles estão em uma de nossas cinco fazendas no oeste".
Em 6 de outubro de 2021, as filmagens começaram no Novo México, com prazo de 21 dias para conclusão.

### Incidente durante a filmagem
Em 21 de outubro de 2021, durante a gravação de uma cena do filme no set de filmagem em Bonanza Creek Ranch em Santa Fé, Baldwin disparou, supostamente de forma acidental, uma arma cenográfica carregada, matando a diretora de fotografia Halyna Hutchins, de 42 anos, e ferindo o diretor Joel Souza, de 48 anos. Hutchins foi levada de helicóptero para o Hospital da Universidade do Novo México em Albuquerque, onde foi declarada morta. Souza foi levado de ambulância ao Christus St. Vincent Regional Medical Center, recebendo alta no dia seguinte. A produção foi interrompida por tempo indefinido, para os procedimentos de investigação. O Departamento de Polícia de Santa Fé ficou encarregado de realizar uma investigação completa e encaminhar as acusações apropriadas aos promotores.
Em 20 de abril de 2023, a produção do filme foi retomada, dezoito meses após o incidente. No mesmo dia, os advogados de Alec Baldwin declararam que as acusações contra o ator haviam sido retiradas e o processo arquivado.
Em 6 de março de 2024, Hannah Gutierrez-Reed, responsável por cuidar e fornecer as armas do set de "Rust", foi condenada pela morte da diretora de fotografia Halyna Hutchins durante a gravação de filme. A condenação é por homicídio culposo e foi anunciada num tribunal do Novo México, nos Estados Unidos. Ela foi presa, mas alega ser inocente.
Em 15 de abril, Hannah Gutierrez-Reed, armeira do filme "Rust", foi condenada a 18 meses de prisão por disparo com uma bala real durante a filmagem.
Em 9 de julho, o julgamento de Alec Baldwin por homicídio culposo após um disparo fatal que matou uma mulher no set de filmagem começou na audiência preliminar em um tribunal do Novo México.
Em 12 de julho, Baldwin foi anulado pela juíza em um tribunal do Novo México após os advogados do ator afirmarem que provas foram retidas. A juíza decidiu a favor da defesa e aceitou os argumentos dos advogados, afirmando que as autoridades "enterraram" evidências do caso.
Em 23 de maio de 2025, Hannah Gutierrez-Reed deixou a prisão devido ao seu bom comportamento.

### Retomada da produção
A produção do filme foi retomada em 20 de abril de 2023, e foi concluída em 22 de maio de 2023.

## Lançamento
Rust estreou no Camerimage em 20 de novembro de 2024. O filme foi lançado nos cinemas em 2 de maio de 2025. No mesmo dia, também seria lançado em streaming de vídeo sob demanda (VOD).

### Marketing
Uma primeira olhada no filme foi lançada em 2 de janeiro de 2024, apresentando o trabalho de Halyna Hutchins na cinematografia e seu estilo visual.

## Recepção
No site agregador de críticas Rotten Tomatoes, 55% das 40 avaliações dos críticos são positivas. O consenso do site afirma: "Um drama mediano ofuscado por circunstâncias trágicas, Rust ostenta uma aparência bonita, mas não traz muito sabor característico ao gênero faroeste." O Metacritic, que usa uma média ponderada, atribuiu ao filme uma pontuação de 46 em 100, baseado em 21 críticos, indicando críticas "mistas ou médias".